# Guillermo Basterrechea
Guillermo Basterrechea De Pablo, también conocido como Guillermo (Santiago, 1950), fue un cantante chileno perteneciente a la Nueva Canción Chilena que desarrolló su carrera en la década de 1970 y comienzos de los años 1980.

## Biografía
Hijo de padre chileno de origen vasco  (Guillermo) y madre española (Cristina), pasó sus primeros quince años en Rancagua. Desde temprana edad se interesó por el folclore chileno, ganando numerosos festivales.
Fue miembro del grupo Huamarí entre 1968 y 1973. En un festival organizado por la Casa de la Cultura de Ñuñoa en 1969, recibió el primer premio como autor e intérprete de la canción «Un ay de pena» de manos de Víctor Jara, a quien ha homenajeado durante su carrera.
En 1972, tras ganar la Preselección chilena para la OTI, representó a Chile con el tema «Una vez, otra vez» en el Festival de la OTI 1972, donde obtuvo el séptimo puesto.
Tras el Golpe de Estado de 1973 fue exiliado y se radicó en España, donde grabó los discos de estudio Presencias  (1974), producido por Ramón Arcusa, y Homenaje a Víctor Jara (1975), que contó con la participación de Rodrigo García.     En 1974 intervino en el álbum Aquí donde nos ven de Claudina y Alberto Gambino. En 1975 obtuvo el premio a la mejor interpretación en el Festival de la Canción de Alcobendas, y representó a España en el Festival Yamaha Music celebrado en Tokio (Japón) con la canción «La Cuna». En 1978 intervino en el álbum ¿Qué te pasa, tierra mía? de Caco Senante.
Luego regresó a Chile y publicó en EMI Odeón, el disco Nuestra Esencia (1979). En los años 1980, durante la dictadura militar, fue uno de los muchos artistas que actuó en el Café del Cerro (centro cultural de oposición a Augusto Pinochet), así como en La Estación, un local similar. Previamente, en España había actuado en otros locales de este tipo, como la Sala Toldería de Madrid.
Fue profesor de guitarra del cantante Héctor Pavez Pizarro, hijo de los músicos Héctor Pavez y Gabriela Pizarro, con quienes tenía una relación de amistad, al igual que con Caco Senante.
En el plano personal, es un aficionado de la escultura, la pintura y la cerámica. De vez en cuando realizó exposiciones de sus trabajos.
En 2017 participó en la banda sonora del cortometraje español La fantasía, del director Daniel Maldonado.

## Discografía

### ConHuamarí
Álbumes
- 1971 - Chile y América
- 1972 - Oratorio de los trabajadores

Sencillos
- 1972 - El caracol / Canción con todos

Colectivos
- 1973 - Chants de luttes du Chili

Colaboraciones
- 1972 - La población (de Víctor Jara)

### Como solista
Álbumes
- Presencias (1974)
- Homenaje a Víctor Jara (1975)
- Nuestra esencia (1979)

Sencillos
- Pastor de nubes / Tu silueta (1972)[2]
- Una vez, otra vez / Milonga para una niña (1973)[2]
- El Cigarrito/Cuando voy al trabajo (1975)[29]

Colectivos
- 1976 - Fumées
- Fecha desconocida - Tracks Of Interfolk - A Compendium Of Today's Folkscene Vol.3

Colaboraciones
- 1974 - Aquí donde nos ven (de Claudina y Alberto Gambino)
- 1975 - Mazúrquica Modérnica (de Claudina y Alberto Gambino)
- 1978 - ¿Que te pasa, tierra mía? (de Caco Senante)